# Галіна Марія Семенівна
Га́ліна Марія Семенівна (нар. 10 листопада 1958, Калінін) — російськомовна російська та українська письменниця, критик, перекладач українського походження. Кандидат біологічних наук. Член українського ПЕН-клубу.

## Життєпис
Народилася 10 листопада 1958 року в Калініні (нині Твер). До 1968 року жила в Києві, потім в Одесі. Закінчила біологічний факультет Одеського університету та аспірантуру за спеціальністю «гідробіологія, іхтіологія». У короткій автобіографічній передмові до роману «Прощай, мій янголе» написала, що вважає себе одеситкою.
З 1987 року мешкала в Москві. Працювала в НДІ гідробіології, в 1994 році за контрактом — у Бергенському університеті (Норвегія), де займалася проблемами довкілля і дослідженням популяцій лососевих риб. З 1995 року полишила науку, цілковито присвятивши себе літературі.
Перші вірші опубліковані в одеській багатотиражній газеті «Антарктика»; дебютна публікація в центральній пресі — в журналі «Юність» у 1990 році. В 1997 році, під псевдонімом Максим Голіцин, опублікувала свій перший фантастичний роман «Час переможених». У 2002—2003 роках — три книги фантастичної прози під своїм ім'ям: «Покривало для Аваддона», «Прощай, мій янголе» і «Вовча зоря». Повість «Покривало для Аваддона» увійшла в шорт-лист премії ім. Аполлона Григор'єва, що вручається Академією російської словесності.
Марія Галіна написала багато статей, що публікувалися в «Літературній газеті» (де працювала з 1998 по 2001, вела колонку фантастики і поетичну рубрику «Поезія non-stop»), журналах «Новый мир», «Знамя». Також співпрацювала з журналами «Если», «Наднова фантастика», «Питання літератури», «Реальність фантастики», «ExLibris» та «Известия» і т. д. На початку двохтисячних співпрацювала з видавництвом «Форум» — як редактор-упорядник серії інтелектуальної фантастики «Інша сторона», також кілька років була головним редактором книжкового дайджесту «Бібліо-Глобус». Неодноразово входила до складу журі жанрових премій, зокрема, експертної ради премії «Велика книга» і журі літературної премії «Дебют» (2007). Як критик відома, здебільшого, публікаціями, що присвячені фантастиці та поезії, в тому числі статтями в рубриках «Фантастика/Футурологія» (2010-2014) та «Hyperfiction» (2015-2022) в журналі «Новый мир».
1 грудня 2013 року підписала колективний лист на підтримку Євромайдану. Після Революції гідності повернулася до Одеси і залишилася в рідному місті після початку широкомасштабного вторгнення. На сайті «Kyiv Daily» веде рубрику, присвячену культурному життю Одеси.
Перекладала російською прозу англомовних авторів, в тому числі Стівена Кінга, Джека Венса Едвіна Табба, Клайва Баркера, Пітера Страуба, а також вірші сучасних британських поетів. Російською та англійською мовами перекладала твори таких авторів, як Сергій Жадан, Катерина Калитко, Ія Ківа, Маріанна Кіяновська, Галина Крук, Вано Крюґер, Олена Степаненко.
Проза Марії Галіної перекладена на італійську, англійську, польську і українську мови, вірші — англійська, словацька, словенська, угорська, українська, латинська та ін.

### Поезія
- Бачу світло: Вірші. — Одеса: Котовська міська друкарня, 1993.
- Сигнальний вогонь: Вірші. — М.: СПМ, 1994.
- Неземля: Вірші. — М: Журнал поезії «Аріон», 2005.
- На двох ногах: Четверта книга віршів. — М.: АРГО-РИСК, Книжковий огляд, 2009.
- Листи водяних дівчаток. — N. Y.: Ailuros Publishing, 2012.
- Все про Лізу. — М.: Час, 2013.
- L'invisible est lumineux / Tr. par Denitza Bantcheva. — Villenave d'Ornon: Agullo Éditions, 2023.

### Проза
- Час переможених: Роман. — М: ЕКСМО-Прес, 1997 (під псевдонімом Максим Голіцин).
- Гладіатори ночі: Роман. — М: ЕКСМО, 1997 (під псевдонімом Максим Голіцин).
- Всі джерела безодні: Роман. — М: ЕКСМО-Прес, 1999 (під псевдонімом Максим Голіцин).
- Покривало для Аваддона: Повісті. — М.: Текст, 2002.
- Прощай, мій янгол: Повісті. — М: АСТ, 2002.
- Вовча зоря: Роман. — М.: Махаон, 2003; М.: АСТ, 2015.
- Дивляться з темряви. Хроніки Леонарда Калганова, етнографа: Роман. — М: Ексмо, 2004 (під псевдонімом Максим Голіцин).
- Гіві і Шендерович: Роман. — М.: Мости культури; Єрусалим: Гешарим, 2004.
- Хом'ячки в Егладорі: Роман. — М: Форум, 2006.
- Берег вночі: Повісті та оповідання. — М: Форум, 2007.
- Мала Глуша: Роман. — М: Ексмо, 2009.
- Червоні вовки, червоні гуси: Повісті та оповідання. — М: Ексмо, 2010.
- Капустянки: Роман[12]. — М: Эксмо, 2011.
- Курячий Бог: Повісті та оповідання. — М: АСТ, 2013.
- Автохтони: Роман. — М: АСТ, 2015, 2016.

### Нехудожня проза
- Я пізнаю світ: Скарби Землі. — М: АСТ, Астрель, 2001, 2004, 2007 (під псевдонімом М. С. Голіцин).
- 1000 запитань про життя тварин. — М: АСТ, Астрель, 2002 (у співавт. з М. Корніловою).
- Континенти. — М.: Олма Медіа Груп, 2008 (у співавт. з М. Корніловою).
- Моря і океани. — М.: Олма Медіа Груп, 2008.
- Риби. — М.: Олма Медіа Груп, 2008.
- Фантастика очима біолога. — Липецьк: Крот, 2008.
- Не тільки про фантастику. — Іваново: Фаворит, 2013.
- Hyperfiction. — СПб: АураИнфо, Группа МИД, 2018.
- Возле войны. Одесса. Февраль 2022 — лютый 2023. — Иерусалим; Одесса: Библиотека М. Гринберга, 2023.

## Нагороди
- 2003 — «Срібний кадуцей» «Зоряного мосту» за критичні статті та рецензії.
- 2004 — Диплом журналу «Если» (приз читацьких симпатій) за статтю «У пошуках дива» (співавтор Віталій Каплан[ru]).
- 2005 — Диплом журналу «Если» за статтю «Неіснуючі істоти».
- 2005 — «Портал» за роман «Гіві і Шендерович».
- 2006 — «Anthologia» та «Московський рахунок[ru]» за книгу віршів «Неземля»[13].
- 2007 — «Мармуровий фавн» за оповідання «Спрути».
- 2008 — «Бронзовий равлик» за оповідання «Поводир».
- 2008 — «Мармуровий фавн» за повість «Історія другого брата».
- 2009 — «Срібний кадуцей» «Зоряного моста» за роман «Мала Глуша».
- 2009 — «Золотий Роскон» за статтю «Прощання з невинністю».
- 2009 — «Мала Філігрань» за оповідання «Контрабандисти».
- 2009 — «Портал» і «Мармуровий фавн» за оповідання «В плавнях».
- 2009 — «Мармуровий фавн» за повість «Мала Глуша» (друга частина однойменного роману).
- 2010 — «Портал», Книга року за версією «Фантлабу» і «Мармуровий фавн» за роман «Мала Глуша».
- 2011 — «Бронзовий равлик» за оповідання «Ласкаво просимо в прекрасну країну!».
- 2011 — «Мармуровий фавн» за оповідання «Підземне море».
- 2011 — «Великий Зилант[ru]» за роман «Хом'ячки в Егладорі».
- 2012 — «Мандрівник» в номінації «Незвичайна ідея», «Філігрань», другий приз читацьких симпатій «Великої книги», Книга року за версією «Фантлабу» і «Мармуровий фавн» за роман «Капустянки».
- 2012 — «Портал» за статтю «В кінці було слово».
- 2013 — «Портал» за повість «Курячий бог».
- 2013 — «Портал» за оповідання «Ригель».
- 2014 — Stalker (Естонія) за краще перекладене оповідання («На плавнях»)
- 2014 — «Московський рахунок» за роман у віршах «Все про Лізу»
- 2016 — Шортлист премії Нори Галь за «Кращий короткий переклад з англійської на російську» книги «Залізна людина» (Тед Г'юз)
- 2016 — «Філігрань» за роман «Автохтони».
- 2018 — Міжнародна літературна премія імені А. і Б. Стругацьких за цикл статей «Hyperfiction».
- 2019 — «Неистовый Виссарион» за книгу «Hyperfiction».